# Eucalyptus curtisii
Eucalyptus curtisii är en myrtenväxtart som beskrevs av William Faris Blakely och Cyril Tenison White. Eucalyptus curtisii ingår i släktet Eucalyptus och familjen myrtenväxter. Inga underarter finns listade i Catalogue of Life.

## Bildgalleri

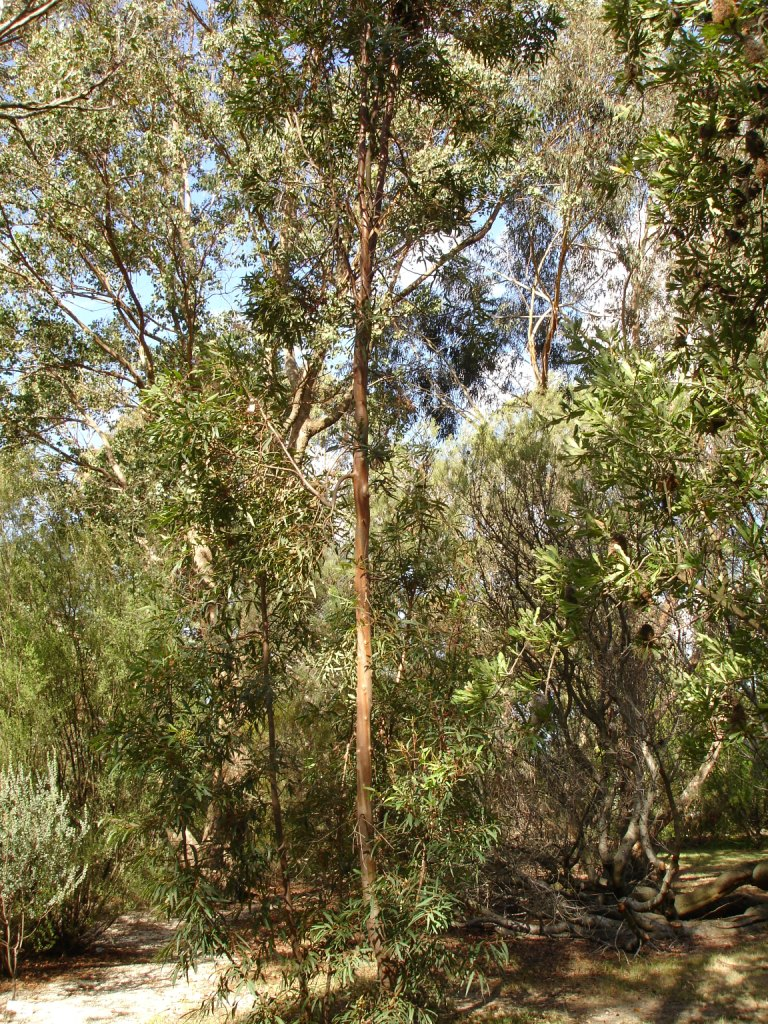
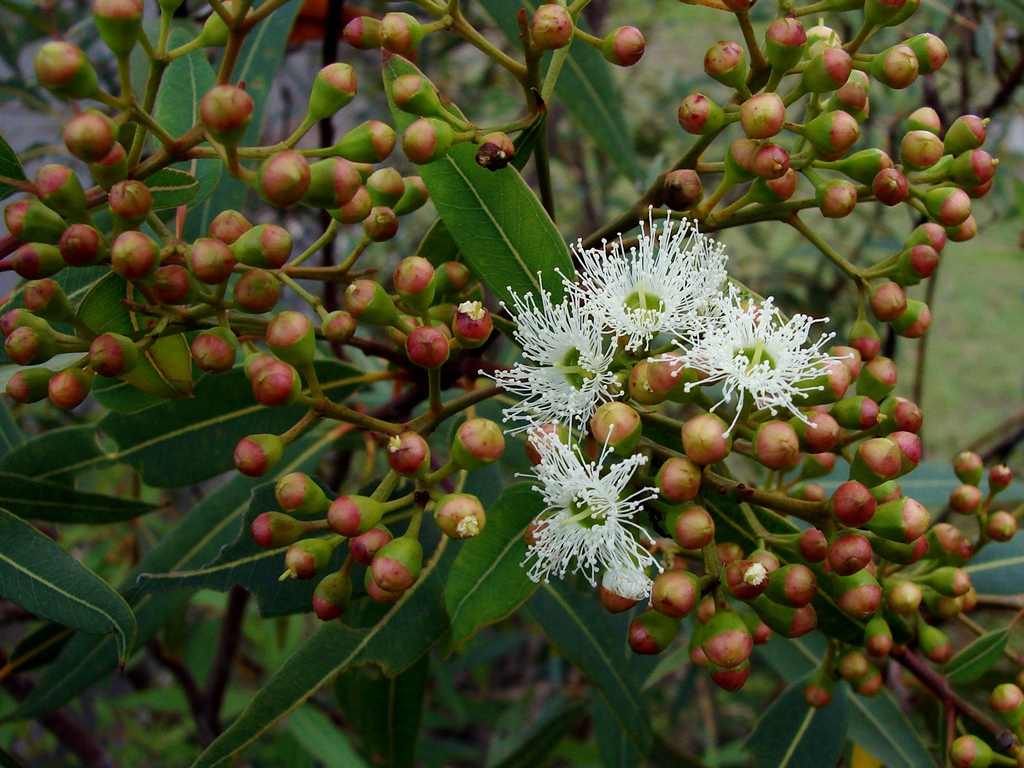